# Skadatjärnen
Skadatjärnen är en sjö i Arvidsjaurs kommun i Lappland och ingår i Byskeälvens huvudavrinningsområde. Sjön har en area på 0,0406 kvadratkilometer och ligger 370,3 meter över havet.

## Delavrinningsområde
Skadatjärnen ingår i det delavrinningsområde (727832-168164) som SMHI kallar för Utloppet av Lamburträsket. Medelhöjden är 373 meter över havet och ytan är 7,12 kvadratkilometer. Det finns inga avrinningsområden uppströms utan avrinningsområdet är högsta punkten. Vattendraget som avvattnar avrinningsområdet har biflödesordning 4, vilket innebär att vattnet flödar genom totalt 4 vattendrag innan det når havet efter 146 kilometer. Avrinningsområdet består mestadels av skog (54 procent) och sankmarker (38 procent). Avrinningsområdet har 0,34 kvadratkilometer vattenytor vilket ger det en sjöprocent på 4,8 procent.